# Martha Mattox
Martha Mattox (19 de junho de 1879 – 2 de maio de 1933) foi uma atriz de cinema mudo norte-americana, mais conhecida por seu papel de Mammy Pleasant no filme de 1927 The Cat and the Canary. Ela também desempenhou um papel em Torrent (1926).
Mattox nasceu a 1879 em Natchez, Mississippi e faleceu a 1933 em Nova Iorque, Estados Unidos.

## Filmografia parcial
- Haunted Gold (1932)
- The Fatal Warning (1929)
- The Cat and the Canary (1927)
- The Devil Dancer (1927)
- Torrent (1926)
- Three Wise Fools (1923)
- The Sheriff's Oath (1920)
- Ace High (1919)
- Danger, Go Slow (1918)
- The Scarlet Drop (1918)
- Thieves' Gold (1918)
- Wild Women (1918)
- Bucking Broadway (1917)
- The Hungry Actors (1915)
- Buckshot John (1915)